# オリエンタルラジオのオールナイトニッポンR
『オリエンタルラジオのオールナイトニッポンR』（オリエンタルラジオのオールナイトニッポンアール）は、ニッポン放送の深夜放送「オールナイトニッポンR」枠で放送されていたラジオ番組。パーソナリティはオリエンタルラジオ（中田敦彦、藤森慎吾）。

## 放送時間
- 特番第1回 2005年11月18日 金曜日 27:00-29:00（土曜日 3:00-5:00）
- 特番第2回 2006年2月17日 金曜日 27:00-29:00（土曜日 3:00-5:00）
- レギュラー 2006年4月7日 - 2009年3月27日 金曜日 27:00-29:00（土曜日 3:00-5:00）
- 特番第3回 2011年5月20日 金曜日 27:00-29:00（土曜日 3:00-5:00）※ 東野幸治×オリエンタルラジオのオールナイトニッポンR
- 特番第4回 2011年6月10日 金曜日 27:00-29:00（土曜日 3:00-5:00）※ オリエンタルラジオ 中田敦彦のオールナイトニッポンR
- 特番第5回 2011年9月23日 金曜日 27:00-29:00（土曜日 3:00-5:00）
- 特番第6回 2012年8月24日 金曜日 22:00-23:50 ※オリエンタルラジオのオールナイトニッポンGOLD
- 特番第7回 2013年2月22日 金曜日 27:00-29:00（土曜日 3:00-5:00）※オールナイトニッポン45時間スペシャル内

## 歴史

### 2005年
- 11月18日、特番第1回の放送。実は録音。

### 2006年
- 2月17日、特番第2回。放送前、トリノオリンピック情報を伝えるためスタジオが同じだった前の番組『本谷有希子のオールナイトニッポン』のエンディング中に乱入、番組宣伝を行った。
- 4月7日、レギュラー放送開始。
- 4月21日、『いきなり!黄金伝説。』のマグロ1匹食べ尽くす伝説に2人が挑戦中だったため、料理人がスタジオでマグロ料理を作る（この伝説は後日達成された）。
- 5月5日、藤森が購入した灰皿の置き場所を巡ってスタッフと押し問答。藤森はニッポン放送に寄付すると言ったが、スタッフは邪魔だから持って帰ってと素っ気なかった。
- 6月3日の午前10時から、渋谷のヨシモト∞ホールで番組初の公開録音。映画『オーメン』の試写会が行われた。この模様は6月9日の放送でオンエアされた。
- 6月16日、藤森が先週のゲスト、capsuleの中田ヤスタカにメールを送ったが返事がないことに悩む。さらに、ファンから貰った細長い布の使い方に悩む。
- 8月25日、スペシャルウィークの企画として「ドS・中田 VS ドM・藤森　徹底討論会」を行った。
- 10月27日、ワールドシリーズ特番のため、ニッポン放送でのオンエアが3時台で終了。4時台は地方局でのみ放送された。
- 11月4日午前10時〜11時、日比谷公園で公開録音。この模様は11月10日の放送でオンエアされた。
  - ニッポン放送が3日と4日に開催した番組まつり「ニッポン放送 THEラジオパーク in 日比谷」の一環。
- 12月8日、smorgasがゲストのレギュラー放送。しかしオフィシャルサイトにこの回のページがない。
- 12月15日、スペシャルウィークの企画として「あわてんぼうのサンタクロースSP!!」を開催。メールを読まれた全員に2人とスタッフの私物をプレゼントした。メールテーマは「あなたの!今年のクリスマスの予定!」。

### 2007年
- 1月12日、中田が自分のボケを藤森にスルーされたことに激怒。ゲストがいるにも関わらずグチを散々撒き散らし、放送終盤にはほぼ喧嘩となる。
- 2月23日、スペシャルウィークの企画として「パイオツのポテンシャル大研究スペシャル」が行われた。男子リスナーからはおっぱいグラビア、女子リスナーからは胸元の写真が募集され、女の子のオッパイで何がどこまでできるのかが研究された。「エロコン!中田の脳」も一夜限り復活。
- 3月2日、藤森がマンスリーよしもと内の企画「吉本男前＆ブサイクランキング」の男前ランキングで2位以上になれなかったため、全裸でラジオ放送を行った（ちなみに順位は前年度同様3位だった）。
- 3月23日、ハガキ職人の「寸止め隊長」が就職のため卒業。中田は卒業証書を授与、藤森は森山直太朗「さくら（独唱）」を歌った。
- 4月20日、特別番組『滝沢秀明のオールナイトニッポン』を終えたばかりの滝沢が番組冒頭に飛び入り出演。
- 6月15日、「第1回・慎吾ちゃん裁判」が開廷。
- 6月22日、4時台の初めから、藤森初主演、初監督のラジオドラマ「セクハラジオドラマ・セイシ☆マン」が放送された。共演は福田沙紀（前置きなどを含めた本編は5分6秒。その後はスタジオトークに加え、福田からのあいさつと出演ドラマ『ライフ』の宣伝）。
- 7月27日、藤森が風邪で休み、中田が1人で進行。
- 8月3日、（番組サイトでは8月4日）、8月10日からの全面リニューアルが発表される。これまでのコーナーがすべて終了し、新たな「伝説第2章」がスタートした。
- 8月17日、リニューアル前のコーナー「ちょとつ!!」「なくたがわ賞」が復活。
- 8月17日、「高校時代は3年間ヤリまくってた」と言っていた藤森が、実は素人童貞で童貞喪失が大学1年だったことを告白。6年間嘘をつかれていた中田は、同じ大学1年でも自分の方が童貞喪失が早かったことを知り藤森を馬鹿にする。
- 8月24日、「残酷なアイツのテーゼ」の最中に2人が喧嘩、コーナーが中断されCMが流れた。しかし放送中に仲直りした。
  - 放送前、藤森が顔面さん、木村Dとの雑談で素人童貞さえ嘘であり、大学1年の11月まで真正童貞であることが発覚。それを聞いた中田が激怒し、放送開始直後からいじり続けていたら、藤森が「しんごちゃんふて寝」し始める。
  - 「残酷なアイツのテーゼ」のネタで、のりが良くない藤森を中田が怒り、喧嘩が始まった。
  - CM明け、リスナーからの苦情メールを読み謝罪する。
  - 佐伯幸一マネージャーは、この時がオリラジの担当になって初めてのラジオ放送だった。
  - 8月31日、「なくたがわ賞」のコーナーで小説のネタにされた。その後も「中田藤森もくげき談!!」などでネタにされている。
  - 9月6日、『ナインティナインのオールナイトニッポン』で話題になる。ナインティナインの2人はオリラジに好意的で、岡村隆史は「休ましてあげたほうがやっぱええな」「仲良うしましょうね」と述べた。
  - 9月14日、喧嘩の声を使ったジングルが初オンエア。このジングルは、2008年1月4日に2007年の放送を振り返った際にも流された。
  - 9月23日、『笑っていいとも!増刊号』で、喧嘩の音源を聴いた爆笑問題の太田光がリスナーの目線で語った。
  - 2022年10月20日深夜、藤森がゲストとして出演した『ナインティナインのオールナイトニッポン』内で喧嘩の音源がフルオンエアされた。
  - 2023年4月11日、TBSテレビ制作の『マツコの知らない世界』にゲスト出演したaikoによる紹介で喧嘩の音源が放映された[1]。
- 9月28日、藤森が中田の25歳の誕生日（9月27日）を祝いPVなどをプレゼント。中田は、藤森が自分のために買った「くノ一もの」「女囚もの」も欲しがり貰った。
- 10月19日、スペシャルウィークの企画としてSEAMOが3時台全体に出演。『オリエンタルラジオ・SEAMOのオールナイトニッポンR』としてリスナーの質問に答えた。
- 10月26日、ワールドシリーズ特番のため、ニッポン放送でのオンエアが3時台で終了。4時台は地方局でのみ放送された。
- 11月16日、特別番組『玉木宏のオールナイトニッポン』を終えたばかりの玉木が番組冒頭に飛び入り出演。
- 11月23日、特別番組『本谷有希子のオールナイトニッポン』を終えたばかりの本谷が番組冒頭に飛び入り出演。
- 12月7日、番組の「2007年・流行語大賞」の募集開始。
- 12月14日、特別番組『生田斗真のオールナイトニッポン』を終えたばかりの生田が番組冒頭に飛び入り出演。
- 12月14日放送の3時40分、木村ディレクターがスポーツ部の館野美欧ディレクターに告白。しかし即座にフラれる。理由は「同期としては大好きなんですが、女は性格よりも見た目だという意見を持っているので」。番組のエンディングでは、木村Dに勇気をもらった人からのメールが紹介された。

### 2008年
- 1月4日、レギュラー放送初の録音。前回の生放送終了直後に収録された模様。番組の「2007年・流行語大賞」の発表。
- 2月22日、オールナイトニッポンドリームウィークによる特別編成のため、ニッポン放送でのオンエアが4時半で終了。4時半からは地方局でのみ放送された。
- 2月29日、木村ディレクターが番組を卒業。4時50分から「木村Dきゅうそ!!スペシャル」が行われ、木村Dが過去の出来事や今の思いを、東京都品川区のラジオネーム「裏切り男（うらぎりお）」からの投稿紹介という形で叫んだ。しかしニッポン放送でのオンエアはその直前に終了している。
- 3月7日、レギュラー放送通算100回。オープニングで藤森が今日で何回か尋ねたら、100回だったことが判明。
- 3月21日、オリエンタルラジオが全国漫才ツアー「才」の最中のため、3月17日夕方過ぎに録音したものを放送。収録日は藤森の25歳の誕生日だったが、館野Dからの手作りケーキには「オリラジANN・R★祝100回!」と書かれていた。
- 4月15日、中田、藤森が『くりぃむしちゅーのオールナイトニッポン』にゲスト出演。
- 5月2日、番組が休み。『GOLLBETTYのオールナイトニッポンR』が放送された。
- 6月6日、番組がネタ中心にリニューアル、800通の投稿が寄せられた。番組ホームページにネタ職人名簿が掲載されるようになった。また、中田が現時点の交際について語っている。
  - 中田は両親や弟、かつての交際相手についてはしばしば語るが、現時点の交際相手については基本的に語っていない。
- 6月20日、番組が休み。『有末麻祐子、水沢エレナ、南波瑠のオールナイトニッポンR　SEVENTEEN'Sナイト』が放送された。これにともない7月4日に代替放送を行なった。
- 8月1日、エンディングで、佐伯マネージャーがオリラジの担当を外れることが発表された。
- 8月29日、特別番組『20世紀少年のオールナイトニッポン』を終えたばかりの堤幸彦監督が番組冒頭に飛び入り出演。
  - 堤が監督した8月30日公開の映画、『20世紀少年』第1章にオリラジも出演している。オリラジはこれが実写映画への初出演となった。
  - 『20世紀少年のオールナイトニッポン』にはオリラジが飛び入り出演し、映画とこの番組についての宣伝トークをした。
  - 堤監督とオリラジがサインをしたポスター1枚がリスナーにプレゼントされた。ポスターの応募には番組中に中田が発表するキーワードが必要だったが、一部の地域では3時台で放送終了となることをリスナーに指摘されたため、発表回数を2回に減らした。キーワードは一つめが「お」、二つめが「かだじゅんいち」だった（藤森が蒼井優のファンであり、蒼井と岡田准一の交際が報道されたため）。
- 9月26日、中田が26歳の誕生日（9月27日）。藤森がプレゼントとして、木下優樹菜写真集、八田亜矢子写真集『AYAKO』、熊田曜子写真集『絶対強者』、南海キャンディーズ山里亮太責任編集『はじめてのグラビア。』YGA写真集、保田圭写真集『Kei』、安達有里写真集『Myself』を渡した。またリスナーの「底辺人間・田中ダイチ」がアダルトDVD3本とTENGAを贈っている。中田はそれまでTENGAを見たことがなかった。
  - 中田は八田と熊田の物真似をすることがある。
- 9月26日、構成作家の細田の卒業に伴い、すべてのコーナーが終了。
- 10月3日、番組が全面リニューアル。新コーナーの告知が行われた他、ジングル、効果音、フィラー、エンディング曲、番組ホームページのデザインも一新された。
  - オープニングは、2人がリスナーの部屋に入ってきて番組が始まるという設定になった。エンディングでは、2人が部屋から出て行くような効果音が流れた後、タイトルコールで番組終了。
- 10月3日、生江ディレクターが3月7日にこの番組を担当してから毎回、Qシートに「〜SP」などと今日のコンセプトを書いていたことを2人が初めて気づく。
- 10月17日、ニッポン放送の次の番組である『栗村智 あなたと朝イチバン』で栗村智アナウンサーが、藤森が眼鏡を変えたことを話題にした。
- 10月24日、ワールドシリーズ特番のため、ニッポン放送でのオンエアが3時台で終了。4時台は地方局でのみ放送された。
- 11月7日、中田が『牛に願いを Love&Farm』のロケ中、共演者の相武紗季、戸田恵梨香からこの番組を聴いたと言われたことを明かした。
- 11月7日、藤森の弟分であるキャバクラの「キャッチのシゲ」へ藤森が放送時間中にメールを出したところ、放送中に返事が来た。
- 11月14日、11月15日が平井理央フジテレビアナウンサーの26歳の誕生日だったため、オープニング直後に平井アナ誕生日スペシャルが催された。ケーキが用意され、平井アナのファースト写真集『うぶごえ』の脇に藤森のプレゼントである薔薇の花が置かれ、本人からのメールも届いた。また「リオパン」のコーナーが、いつもより早いオープニング後のCM明けに行われている。
  - 中田は自分が出没する場所を記した『あっちゃんMAP』を作成したが、平井アナに受け取りを拒否された。
  - 『うぶごえ』は、「Yes! I'm 慎吾ちゃん!」で中田が3回以内に正解すれば中田に、できなければ構成作家の宮沢にプレゼントされることになり、1回で当てた中田のものになった。
  - 『栗村智 あなたと朝イチバン』で栗村アナが、11月15日は増田みのりアナウンサーの誕生日でもあると話した。
- 11月21日、中田が『あっちゃんMAP』に自分のメールアドレスを書いてフジテレビに郵送したが、平井アナから何も言ってこなかったと話した。
- 11月28日、中田が平井アナからメールが届いたことを報告した。しかしメールアドレスは平井アナの携帯電話ではなく、フジテレビのものだった。
- 12月5日、番組の「2008年・流行語大賞」の募集開始。
- 12月5日、石原さとみがこの番組を何度も聴いているということで、ニッポン放送の番組である『石原さとみ SAY TO ME!』で何が行われているかを報告するようリスナーに告知された。
- 12月12日、ライバル関係にあるレイザーラモンRGとハブ（Bコース）が、番組の準レギュラーを巡って無制限ギャグ勝負を行った。中田がギャグを判定し点数を与えている。結果は点数を無視してのドローとなり、2人ともLF出入り禁止となった。最後に2人がそれぞれ、番組のジングル用にギャグを披露している。

### 2009年
- 1月2日、録音。前回の生放送前に収録。番組の「2008年・流行語大賞」の発表。
- 1月2日、『栗村智 あなたと朝イチバン』で栗村アナが、オリエンタルラジオの漫才を見たけど面白かったと評した。
- 1月9日、『いきものがかり吉岡聖恵のオールナイトニッポン』第1回を終えたばかりの吉岡聖恵が番組冒頭に飛び入り出演。吉岡が帰った後、いきものがかりの「ブルーバード」がかけられた。
  - 吉岡の番組のCM中、藤森が吉岡へ挨拶に行きCDをプレゼントされた。しかし藤森はそのCDを既に持っており、iPodのお気に入りに入れていた。
- 1月16日、今日から歯列矯正を始めたという中田が、取り外せる矯正器具を敢えて付けたまま、聞き取りにくい声で放送した。
- 1月23日、2人のキャッチコピーが急遽募集され、中田は「褐色の弾丸」、藤森は「関東一の媚び売り眼鏡」に決まった。しかし「褐色の弾丸」は榎並大二郎フジテレビアナウンサーが既に使っているという投稿があり、中田のキャッチコピー決定は次週に持ち越された。
- 1月23日、中田が「栗村アナは（EXILEのメンバーのように）上半身裸でシルバーアクセを付けて局内を歩いている」と言ったのを受け、『栗村智 あなたと朝イチバン』で栗村アナが「局内をよぼよぼ歩いているとあっちゃんが言ってますけど、私は溌剌と歩いてますよ」と返した（「シルバー」という言葉を老人の意味に取ったと思われる）。
- 1月30日、特別番組『堤幸彦と浦沢直樹のオールナイトニッポン〜20世紀少年第2章スペシャル〜』を終えたばかりの平愛梨が番組冒頭に飛び入り出演。帰りがけの堤監督と浦沢に2人が挨拶した。
  - 『堤幸彦と浦沢直樹のオールナイトニッポン』には藤森1人が飛び入り出演している。中田は遠慮して顔を出さなかった。ちなみに2人はこの映画に出ていない。
- 1月30日、中田のキャッチコピーが改めて募集された。中田が最終候補として「温室育ちの焦げヘチマ」「理論武装SEXYモアイ」「しゃくれ人参」の3つを選び、リスナーによる決選投票の結果、「理論武装SEXYモアイ」に決定した。
- 2月6日、『いきものがかり吉岡聖恵のオールナイトニッポン』で吉岡聖恵が、自分の番組が休みだった先週、『堤幸彦と浦沢直樹のオールナイトニッポン』とこの番組を聴いていたと話した。
- 2月6日、中田の知り合いと柳原可奈子が見たという、10センチくらいの小さいおじさんに関する情報が募集された。
- 2月13日、オールナイトニッポンとオールナイトニッポンRのパーソナリティーのサインが入ったクリアファイルがプレゼントされた。応募に際しての中田からのキーワードは、『アメトーーク!』の「カレーライス芸人」で藤森が不発だったことから「戦って死ね」。
- 2月13日、藤森が栗村アナに応答を求めたが、『栗村智 あなたと朝イチバン』では何も触れられなかった。
- 2月20日、番組が休み。『オールナイトニッポンR　第32回日本アカデミー賞スペシャル』が放送された。これにともない3月6日に代替放送を行った。
- 3月6日、中田が彼女と別れたと話した。
- 3月13日、レギュラー放送終了が発表された。
- 3月13日、藤森の祖母、母からのコメントが流された。12日夜に生江Dが藤森の家へ行ったが祖母が寝ていたので、13日の『笑っていいとも!』観覧後に祖母の声だけ録音することになった。しかし祖母が藤森と食事に行ったため、食事後に渋谷のハチ公前で録音している。
- 3月20日、ニッポン放送のイマジンスタジオで同日放送分の番組全体を公開録音。開場午後7時、開始午後7時30分、終了午後9時30分。
- 3月27日、レギュラー放送終了。過去のトーク、コーナーを振り返り、2人の好きな曲がかけられた。エンディングには宇多田ヒカルの「HEART STATION」がかけられている。
- 10月2日、中田、藤森が『いきものがかり吉岡聖恵のオールナイトニッポン』にゲスト出演。オールナイトニッポンR時代の「送りんちゅ」達もメールを送る。

### 2011年
- 3月29日 - はんにゃのオールナイトニッポン最終回で、午前3時(27:00)になった瞬間に中田がガッツポーズをしていた時が判明。
- 5月20日 - 東野幸治×オリエンタルラジオのオールナイトニッポンRとして2年2ヶ月ぶり復活放送。
- 6月10日 - オリエンタルラジオのオールナイトニッポンRとして放送する予定だったが、藤森が急病のため長野で静養することになり、急遽「オリエンタルラジオ 中田敦彦のオールナイトニッポンR」としての放送になった。藤森は番組冒頭と終盤の20分前後電話で参加。また、藤森もニッポン放送でなんとか聴いていたようである。ピンチヒッターを立てて2時間放送したが、中田は「やっぱり、慎吾と2人でやりてぇなぁ」と発言。
- 9月23日 - 前述の「慎吾と2人でやりたい」の発言が叶う形でまたまた復活。「チャラ男キャラに疲れが見えている」との報道を受けて、藤森のテンションを上げる一言を募集した。なお、編成の都合上キー局のニッポン放送は28:30飛び降り。

### 2012年
- 8月24日 - 「オールナイトニッポンR」とは違うが、「オールナイトニッポンGOLD オールナイトニッポン45周年特別企画」の一環として「オリエンタルラジオのオールナイトニッポンGOLD」として22:00 - 23:50に放送。STV・IBS・LF・KBS・RNC・RNB・RKC・KBC以外の局では初めての登場となる。なお、奇しくもコーナー最中に大喧嘩となった2007年8月24日の放送から丸5年となる。

### 2013年
- 2月22日 - 2009年まで放送されていた同じ時間帯(27:00-29:00)で、オールナイトニッポン45時間スペシャルの一環としてパーソナリティを担当。

## 過去のコーナー
効果音・作詞バトル!
日常的な効果音に作詞する。
- 2006年4月14日〜4月28日

中田激アツ彦!
無駄に熱い男「中田激アツ彦」が言いそうな一言を考える。
- 「中田!超激アツ彦!」へ発展したため終了。
- 2006年4月28日〜5月26日

恐怖のメッセージ・・オーメン
不吉な予感のする「ある意味怖い」恐怖のメッセージを送る。
- 映画『オーメン』の試写会が公開録音で実施されるまでの2週だけ行われた。
- 2006年5月26日〜6月2日

アゲアゲ慎吾ローム!
悪ノリコール「パーリラ・パリラ・パラリラ・フッフー!」にのせて慎吾君がシャウトする。
- 2006年5月12日〜6月23日

イメージレース3・2・1
芸能人の勝手なイメージをベスト3形式で発表する。
- なぜか『ロンドンブーツ1号2号のオールナイトニッポン』のコーナーと同じである。
- 2006年4月28日〜6月23日

良い子!悪い子!普通の子!
「良い子だったら」「悪い子だったら」「普通の子だったら」の3パターンによる3段落ちを送る。「良い」「悪い」「普通」はどんな順番でも構わない。
- 同時期に金曜1部だった『ますだおかだのオールナイトニッポン』でも似たようなコーナーをやっていた。
- 2006年6月30日〜7月14日

引き出しの中の手紙
書いてはみたけど直に渡せない手紙をオリラジが代読する。封書またはハガキのみの制限あり。
- 番組開始当初のラストのコーナー。
- 2006年4月14日〜7月28日

藤森ツッコミ、じゃないすか!
大物にも物怖じしない慎吾君がどういったツッコミを入れるのか考える。
- 「藤森くんの色メガネ」へ発展したため終了。
- 2006年6月30日〜9月22日

なくたがわ賞のテーマ
「なくたがわ賞」初期のコーナー。このコーナーに送られたテーマから次週のお題が選ばれる。
- 2006年8月11日〜10月6日

エロコン!中田の脳
電話で出た女子リスナーに普通の言葉をエロく言わせる。
- 2006年7月28日から不定期になる。
- 2007年2月23日、スペシャルウィークで一夜限り復活した。
- 2006年4月14日〜10月13日、2007年2月23日

オリレゲェ!
レゲエのリズムに乗せて言ったらよさそうなことを投稿する。
- 2006年10月20日には本格派レゲェアーティストのMetisと、スペシャル＆ファイナルが行われた。
- 2007年1月26日、Metisがゲストだったため「冬のオリレゲェ祭」として1回だけ復活した。
- 2006年9月15日〜10月20日、2007年1月26日

藤森神社
「ふじもりさん」という一言アドバイスの神様にお悩みを解決してもらう。採用者はふじ守りがもらえる。
- 2008年1月4日、1回だけ復活。その回は録音放送のため、その前の2007年12月28日の放送で悩みが募集された。尚、ふじ守りはもらえなかった模様。
- 2008年6月6日から8月29日まで「藤森神社　血液型占い」「藤森神社　星座占い」などのジングルが流れていた。
  - ジングルは録音ではなく即興で行っている。後半は藤森の回答だけでなく、占い自体も「藤森神社　優ちゃん占い」（藤森がファンである蒼井優のこと。ちなみにこの占いは、蒼井と岡田准一の交際が報道されたのを受け8月29日に行われた）など変なものになった。
- 「ふじもりさん」は、最後2発の銃弾により射殺された。
- 2006年8月4日〜10月27日、2008年1月4日

オリラジオ体操!
ラジオ体操に代わる新しいオリラジオ体操を作るコーナー。振り付け担当は体操の藤森おにいさん。
- ニッポン放送のイベント「ニッポン放送 THEラジオパーク in 日比谷」のためのコーナーだったため1週で終了。
- 2006年11月3日のみ

中田敦彦の!ここがヘンだよ、この映画
この映画のここがヘン!という報告を送る。最もオモシロそうな紹介をされた作品を中田が次週までに鑑賞し感想を述べる。
- 薬師丸ひろ子の作品を中心にした「薬師丸さん大好き〜!」へ発展したため終了。
- 2006年9月15日〜11月3日

薬師丸さん大好き〜!
中田のマイブームである薬師丸ひろ子の魅力を探るため、情報を収集している。
- 「リスペクト矢沢・薬師丸」へ発展したため終了。
- 2006年11月10日〜11月17日

リスペクト矢沢・薬師丸
中田のマイブームである矢沢永吉、薬師丸ひろ子の魅力を探るため、情報を収集している。
- 「リスペクト矢沢・薬師丸・ZEEBRA」へ発展したため終了。
- 2006年11月24日〜12月15日

リスペクト矢沢・薬師丸・ZEEBRA
中田のマイブームである矢沢永吉、薬師丸ひろ子、ZEEBRAの魅力を探るため、情報を収集している。
- 2006年12月22日〜2007年1月5日

中田!超激アツ彦!
無駄に熱い男「中田!超激アツ彦」が言いそうな一言を考える。内容は「中田激アツ彦!」とあまり変わらない。
- 「ちょとつ!!」へ発展したため終了。
- 2006年6月2日〜2007年1月5日

DJ・藤森
DJ藤森に対するリクエストや質問を送ると、答えてくれたりくれなかったりする陽気なコーナー。
- 中田いわく「繋ぎコーナー」。
- 2006年11月17日〜2007年2月9日

著作権ティン害
あの芸能人があの曲を歌ったらどんなバース（曲前のセリフ）になるのか考える。
- 「おふくろさん」のイントロに乗せて、なぜか演歌の前語り風に語る。下ネタ化が危惧されている。
- 最初はコーナー名が「著作権侵ぎゃい」の予定だったがなぜか「著作権ちん害」に変更された。その後番組サイトのコーナー紹介では2007年4月6日分から「著作権ティン害」に再変更された。
- 「オリエンタルヘッドライン」の開始により自然消滅。
- 2007年3月2日〜4月27日

りあるエリカ
「なくたがわ賞」より派生。沢尻エリカが自分のラジオ番組でしそうなトークを送る。
- 天狗、もしくは女王様風でリスナーを下僕扱いして無理難題を言うネタが多い。
- 番組のメールアドレスは、長澤まさみなどの若手女優をこき下ろす言葉になっていることがよくある。
- まえけんこと前田健が下僕としてよく登場する。
- 2007年4月20日にはこのコーナーのスペシャルが放送された。リスナーが男女問わず、なりきりエリカ様として電話で生出演している。
- ちなみに『沢尻エリカ REAL ERIKA』というラジオ番組が実際に存在した（放送は埼玉県のFM局NACK5）。
- 2007年3月2日〜5月25日

オリエンタルヘッドライン
番組冒頭のコーナー。2人が1週間にあった出来事のトーク候補を挙げ、どれが一番聞きたいかリスナーに投票してもらう。一番多かったエピソードが3時台に語られる。
- 2007年5月4日〜7月

藤森くんの色メガネ
藤森が最近の物事について、どう見ているのか、思っているのかを、リスナーが慎吾くんっぽい調子づいた一言で送る。
- 原稿は中田が読む。
- 「○○?No（もしくはYes、Go）。○○?No×2。○○?No×3。○○?慎吾ちゃん○○!」（1つ目から4つ目の○○には同じ系統の単語などが入り、最後の○○には適当なコメントが入る）の形態のネタが多かった。
- 後半では「フジモる」という単語が出現、有名な曲の一部に入れたネタなどが登場し、自由度が高くなった。さらに「藤森くんがボールでした。はずーむ、はずーむ」といったネタが現れるなど、何でもありとなっていった。
- 終盤にはネタがよければ次週も存続という形になり、何週か延命した。延命を決めたネタに「綺麗な顔してるだろ。汁男優なんだぜ。」（『タッチ』での上杉達也の言葉「死んでるんだぜ」をひねったもの）がある。
- 2006年9月29日〜2007年7月20日

緊急指令
全国のリスナーで一斉に実施したい指令を考え実行する。「○月○日の○時○分、全国のオリラジリスナーが一斉に○○する」という形式で書いてくる。
- 指令は通常、中田がジングルの形で出す。その後、番組サイトでも更新時に発表される。
- 指令の結果報告は番組内で一切行われない。ただし初期には採用指令に関して投稿者からの指令に関するコメントが紹介されていた。
- 第1回となる2007年4月13日の放送では、中田が堀北真希を好きなため、生緊急指令スペシャルとして「4月13日の深夜4時44分、全国のオリラジリスナーが一斉に『堀北さーん!!』と外で叫ぶ」と指令された。中田自身もニッポン放送の屋上から叫んでいる。
- 2007年7月13日には「緊急指令スペシャル」として最近引きこもりがちの藤森に「7月13日〜20日の1週間の間に藤森慎吾が（全く面識のない）『瑛太さん』とプライベートで写真を撮ってくる!!!」という指令が出された。翌週7月20日の放送で結果が発表されたが、藤森は指令を達成できず、罰ゲーム（おしりにブルブル（ピンクローター）を突っ込むの刑）が執行された。藤森はCM中も座ることができなかった。
- 2007年4月13日〜8月3日

僕たちの夜明け前
深夜4時30分頃、番組のラストを飾るコーナー。中田、藤森が初めてエロ本を買った時の話や、フラれた時の話など、幼い頃からデビュー前頃までの様々な思い出を語る。そして最後に思い出の曲が流れる。
- 1回の放送につきどちらか1人のみが話し、もう1人は聞き手となる。順番は基本的には1週おきに交代で回ってくる。
- 2007年7月27日は藤森が風邪で休んだため、ゲストの平成ノブシコブシがエピソードを語った。
- 2007年1月12日〜8月3日

慎吾神　〜人生のバイブル〜
慎吾神（藤森の体に全能の神が取りついた設定、ボイスチェンジャーを使ったような声をしている）が突然現れ助言する。
- 2007年6月15日、「第1回・慎吾ちゃん裁判」中、「人は人を裁けない」という叫びとともに慎吾神が降臨した。
- 2007年7月6日まで、番組携帯サイトに今週のお言葉がアップされていた。
- 2007年6月29日にはゲストの熊猫xiongmaoに胸を見せろと言うなど、神なのにセクハラが酷い。
- 2007年6月15日〜8月3日

あいつのあんときの一言
童貞のリスナーが女子に言われて感動した一言を書いてくる。採用者には「中田の一言」（直筆）がプレゼントされた。
- 当初は風俗嬢に言われた一言だったが、2007年7月27日から女子一般へ範囲が広がった。
- 2007年7月13日〜8月3日

実況!オリエンタルラジオ
某巨大掲示板のスレッドを見ながらトークしていく。
- 一度しか行われずに終了した。
- 2007年8月10日のみ

打ち上げ花火
打ち上げ花火が上がった時の「玉屋〜」「鍵屋〜」の代わりの掛け声を募集している（例：「畑のお肉〜!」）。
- CM後にコーナー名のコールをせず始まり、花火の音をバックに中田と藤森が交互に一言を言っていき、募集コメントもせずに終わる。
- 2007年8月10日の告知では募集コメントとコーナー詳細の説明があった。
- 夏限定のため、2007年8月31日のコメント有りのスペシャル実施をもって終了。似たようなコーナーが季節に応じてできればいいと2人は話したが、後継となるコーナーは行われていない。
- 2007年8月17日〜8月31日

残酷なアイツのテーゼ
『ヱヴァンゲリヲン新劇場版』にちなみ、『新世紀エヴァンゲリオン』テレビアニメ版の次回予告をもじったネタ（次回!新世紀○○（人物名や事柄など）ゲリオン。第○（話数）話〜〜〜〜〜〜〜（サブタイトル）!」の形式）を送る。
- コーナー名はアニメ版エヴァのOP曲「残酷な天使のテーゼ」から。そのためコーナー初期はコーナー冒頭や終盤、ネタ紹介時に同曲の一部が流れていた。2007年9月からは新劇場版の公開に合わせてか、新劇場版主題歌・宇多田ヒカル「Beautiful World」がコーナーの冒頭と終盤に流された。
- サブタイトル部分は、限定されてはいないがテレビアニメ版のサブタイトルのパロディがほとんどだった。
- 中田は大のエヴァファンだが、藤森はそうでもない。
- 2007年8月17日〜10月5日

ちょとつ!!
「中田!超激アツ彦!」が終わった代わりの新コーナー。内容はあまり変わらない様子。童貞の猪突猛進な叫びを送る。
- 2007年が亥年ということで「猪突（ちょとつ）!!」というコーナー名になった。
- 中田があらん限りの声を張り上げて読む。
- 2007年8月17日のリニューアル後の復活時には、リニューアル前の傑作ネタをいくつか取り上げた。
- リニューアル後に復活した2007年8月24日からは、オープニングジングルの直後に行われている。中田が毎回違う枕詞と「ちょとつ!!」をフルテンションで叫び、藤森もフルテンションで応じて始めるのが恒例である。
  - 2008年1月4日に中田が語ったところによると、「ちょとつ!!」での初めての枕詞は「深夜0時、お台場に向かって走り出せ!!!」とのこと。
  - 2007年10月19日はSEAMOとのゲストコーナーがあったため、4時台頭に行われた。
- 2008年1月4日のコーナー中に急遽、子年にちなんだ「窮鼠（きゅうそ）!!」へコーナー名が変わったため終了。
- 2007年1月12日〜8月3日、8月17日〜2008年1月4日

2007年・流行語大賞
2007年の番組内で登場した言葉からリスナーが選んで流行語を決める。最終的には2008年最初の放送（同年1月4日放送）で発表だが、届いているものを少しずつ紹介している（2007年12月28日の放送では紹介されなかった）。
- 2007年12月7日、リスナーの提案がきっかけで募集開始。
- 当初は2007年12月14日の放送で発表予定だったが、投稿数が予想以上に多かったため、2007年12月28日の放送まで発表が延期された。さらに、2008年1月4日の放送まで延期された。
- 「シコりんぼのジャビット1号2号」が大量に投稿している。
- 2008年1月4日、1,000通以上のリスナーの投稿、過去の音源で2007年の放送を振り返った。大賞は特に決定されなかったが、優秀作として2人がそれぞれの発言を選んだ。藤森の「しこりたいから帰るなり」、中田の「そりゃ楽しいわ」（マネージャーから最近あまりにもラジオでの発言が酷いので控えろと言われたにもかかわらず「おしりがばちょ」「パイパン」「オナホール」など過激発言をした中田がしみじみ感じてぼそっと言った一言）が選定されている。
- 2007年12月7日〜2008年1月4日

ディスり選手権
藤森がリスナーとディスり対決をする。出場者にはオリジナルグッズ「でする（DJシンゴリックのサイン入）」が送られる。
- ディスるはdisrespectの略。軽蔑、中傷すること。主にヒップホップ用語として「口撃する」という意味で使われる。
- 採用されたリスナーにスタッフから電話がきて録音となる。そしてあらかじめ録音されたリスナーのディスりに対し、藤森がディスり返す。
- 藤森はこのコーナーでは「DJシンゴリック」と名乗る（当初は「MCシンゴリック」だった。中田はコーナーのオープニングで、最後まで「MCシンゴリック」と言い間違えていた）。
- 藤森の楽屋ネタがコーナー化された。コーナー1回目の日に藤森は通常よりずっと早くニッポン放送入りし、ディスりの練習をしている。
- 藤森がディスられる（批判される）ネタは素行、家族、出身地など多岐にわたる。
- 通常はオープニング後のCM明けに行われる。
- 2007年10月26日には中田までディスられた。
- 2007年12月28日、それまで皆勤でディスっていたハガキ職人「カリカリ梅太郎」が現れず、次の回にカリカリ梅太郎が出なければコーナー終了ということになった。
- 2008年1月4日は録音放送で、番組の「2007年・流行語大賞」の発表があったため行われなかった。
- 2008年1月11日はカリカリ梅太郎、藤森を可愛がっている里見まさとがディスられた。そしてカリカリ梅太郎が「俺たちのバトル続きすぎた」と今後の不参加を示唆するディスりをしたため、次のコーナーの予定もないままコーナー終了となった。コーナー終了の際には中田が「終了!」と宣言するのが常だが、今回は藤森が言っている。
- 2007年10月12日〜2008年1月11日

新説オリラ辞典
毎回一つのテーマについて藤森と中田が討論する。テーマはリスナーから募集している。
- 「僕たちの夜明け前」に代わり、番組のラストに行われている。
- 後にスタッフ、オリラジのマネージャーなどの意見も読まれるようになった。
- テーマ発表は通常、スポーツ部の館野美欧ディレクター（女性、この番組の木村ディレクターと同期）が担当。放送開始前に声が事前に録音される。
  - 2007年11月2日の放送で判明。この時に中田が「木村さんは館野さんを好きらしい」とからかったことから、2人がリスナーにいじられることとなった。
- 中田は熱くなると藤森でも止められなくなり、CM前のジングルが流れ出しても最後の最後まで喋る。
- 2007年9月28日、10月19日はゲストが来たため行われなかった。
- 2008年1月18日の「音楽」をテーマにした語りが、次の週に「この歌のここが好き」のコーナーへと発展したため自然消滅。
- 2007年8月10日〜2008年1月18日

中田藤森もくげき談!!
中田、藤森のプライベートでの目撃情報を送る。不確定情報、嘘でも可。
- 中田の目撃情報は藤森が、藤森のは中田が読む。
- 明らかに嘘と思われる情報でも、当人たちは本当のこととして話を広げている。
- 2007年10月26日には藤森の姉が目撃された。
- 2007年11月9日には木村ディレクターとスポーツ部の館野ディレクターが目撃された。
- 2007年11月9日から、中田、藤森の身近な人の目撃情報も募集されるようになった。
- 2008年1月4日は録音放送で、番組の「2007年・流行語大賞」の発表があったため行われなかった。
- 2008年2月8日はゲストが来たため行われなかった。
- 2008年2月29日は木村ディレクターの番組卒業記念のため行われなかった。
- 新しいことをしたいという中田の希望のため、次のコーナーの予定もないままコーナー終了。
- 2007年9月14日〜2008年3月7日

きゅうそ!!
亥年にちなんだ「ちょとつ!!」が終わった代わりの新コーナー。内容はあまり変わらない様子。童貞の窮鼠猫を噛む叫びを送る。
- 2008年1月4日の「ちょとつ!!」の最中に急遽、子年にちなんだ「窮鼠（きゅうそ）!!」というコーナー名になった。
- 中田があらん限りの声を張り上げて読む。
- オープニングジングルの直後に行われる。中田が毎回違う枕詞と「きゅうそ!!」をフルテンションで叫び、藤森もフルテンションで応じて始めるのが恒例である。
- 2008年4月18日のオープニングで中田が急遽終了を宣言。オープニングは、中田が一言叫んでからタイトルコールに入る形式に変更された（『ナインティナインのオールナイトニッポン』と同じシステム）。その後、中田に続いて藤森も一言叫ぶようになっている。しかし2008年6月6日からは、オープニングジングルの直後に「祭」が行われる形になった。
- 2008年1月4日〜4月11日

なくたがわ賞
ハガキ1枚（200文字程度）に収まる短編小説を募集している。登場人物、ジャンルは問わない。
- 中田の持ち込み企画で初めて採用されたコーナーである。
- 原稿は中田が独特の声色で読む。
- 読まれたネタの中から「なくたがわ賞」受賞作品が選ばれ（作品のクオリティや中田の気分によって受賞者なしの時もある）、受賞者には中田が番組中に描いた「中田の落書き」が送られる。
- 通常は4時台に行われる。
- 当初は中田、藤森を主人公にする決まりだったが、2006年8月11日からそうした制約はなくなった。
- 当初の文字数は400文字程度だったが、2006年9月1日から300文字程度、2007年6月29日から200文字程度となった。
- 2006年8月11日から10月6日までは週ごとのテーマがあり、「なくたがわ賞のテーマ」のコーナーで募集されていた。
- フィーチャーされた人物は、押尾学、小栗旬、矢沢永吉、元LUNA SEAの真矢、小池徹平、大林素子、Metis、藤森の姉、木村ディレクターなど。
- 2006年12月15日には「なくたがわ賞X」として、「クリスマス」というタイトルの短編小説が発表された。
- 2007年8月17日の放送での復活時には、同じ日に復活した「ちょとつ!!」と同様に過去の名作を取り上げた。
- 2007年9月28日、嵐の大野智を主人公にした「大野くん日記」が最終回を迎えた。
- 2007年11月30日、加藤晴彦を主人公にした「ハレルヤ晴彦」が最終回を迎えた。
- 2008年1月4日は録音放送で、番組の「2007年・流行語大賞」の発表があったため行われなかった。
- 2008年1月25日には中田が「なくたがわ賞」受賞者を間違えて発表した。
- 2008年2月29日には中田が半年以上振りに「なくたがわ賞」を出さず、ハガキ職人の奮起を促した。
- 2008年4月18日に中田が急遽終了を宣言。しかし将来の再開を示唆している。
- 2006年7月21日〜2007年8月3日、8月17日〜2008年4月11日

クイズ!フリートーク
番組のタイトルコール後のフリートーク中に問題が出されるクイズ企画。
- 1回の放送につきどちらか1人が出題する。2人ともが出題することもある。2人の身近なことを問題にするため、正解する確率は極めて低い。
- 解答はメールで募集される。正解はその日の「クイズ!答え合わせ」で、リスナーの解答が読まれた後に発表される。
  - 「クイズ!答え合わせ」は通常3時台終わりに行われるが、ゲストが来た場合などには4時台に行われる。また、リスナーの解答を読んでいるうちに3時台の放送が終了してしまい、4時台に答えが発表されることがたまにある。
- 正解者には藤森の一筆（漢字1文字）が送られることになっているが、あまりにも正解が出ないため、2人が忘れてしまったようである（2人は2007年11月2日の放送で、過去に正解者がいたことを忘れ、初めて正解が出たと発言した）。
- 正解者が出なかった時には、『葬送行進曲』をアレンジした効果音（コーナー終了時と同じもの）が流れる。
- 「クイズ!答え合わせ」の枠は緩い雰囲気のため、面白いラジオネームで解答を送るコーナーになってきている。特に下ネタ系やお下劣なラジオネーム（「うんこぶりぶりおならぷーおしっこじゃー」、「うんこBITIBITI」、「ドスケビッチ・オナゴスキー」など）が来ると、2人に「来んな!」「帰れ!」と罵られることが多い。
- 2007年9月21日、初の正解者が出る。
- 2007年10月19日はSEAMOとのゲストコーナーが優先されたため行われなかった。
- 2008年1月4日は録音放送で、番組の「2007年・流行語大賞」の発表があったため行われなかった。
- 2008年1月11日は、藤森がヨシモト∞で喋っていたことを問題にしたため出題し直した。
- 2008年3月21日は録音放送だったため行われなかった。
- 2007年8月10日〜2008年5月23日

即興ジングル
その場で聞いたBGMに合わせ、オリラジが放送中に即興でジングルを作成する。リテイクあり。
- リスナーからジングルを募集するのではなく、オリラジが考える。ただし、こういったジングルをやってほしいといったアイデアは募集している。
- 2008年4月25日から、できたばかりのジングルをCM明けに流した後、本採用にするかスタッフが判定するようになった。スタッフ3名中2名が賛成すれば正式なジングルとなる（『くりぃむしちゅーのオールナイトニッポン』の「ツッコミ道場! たとえてガッテン!」と同じ判定システム）。
- 2008年5月16日、ジングルが初採用、結果的にこれが唯一の本採用となった。
- 2008年4月18日〜5月23日

新コーナー案のコーナー
旧コーナー名「OCHIまさと師匠」。リスナーからコーナー企画を募集する。採用された企画は面白くなければ1週で終了する。
- 2008年4月18日、5月9日は行われなかった。
- 2008年3月14日〜5月30日

この歌のここが好き
略してうたここ。思い出に残る歌のフレーズについて、当時の回想を交えつつオリラジが語る。そして最後にその歌が流れる。
- 「新説オリラ辞典」に代わり、番組のラストに行われている。
- 1回の放送につきどちらか1人のみが話し、もう1人は聞き手となる。順番は基本的には1週おきに交代で回ってくる。
- 番組のエンディングにも同じ曲が流れる。
- 前回の「新説オリラ辞典」での音楽の話がきっかけで、急遽コーナー化された。
- 歌詞に全く触れられず、歌にまつわる思い出だけが語られることも多々ある。
- コーナー終了後、エンディングにはDREAMS COME TRUEの「決戦は金曜日」が流れるようになった（2008年9月26日まで）。
- 2008年1月25日〜5月30日

藤森〜藤森〜藤森ソング!!
藤森とリスナーがお題に基づき、20秒のオリジナルソングを作詞する。リスナーはまず歌詞を送り、採用されるとスタッフから電話がきて録音となる。応募者が多い場合、録音段階でオーディションが行われる。
- 藤森はこのコーナーでは「ふな葉こうしん（B'zの稲葉浩志のもじり）」と名乗る。
  - 当初は「南しんせつ（南こうせつのもじり）」と名乗っていたが、中田がしんせつを好きではなかったため、藤森が2008年2月22日から「稲葉慎吾」に変更した。さらにコーナー中、実在の名前だと呼びにくいのでひねってくれという中田の要望に応え、「ふな葉こうしん」になった。
  - 2008年2月29日にこうしんが語ったところによると、ソロのため相方はいない。
- コーナータイトルは藤森がB'zの「ultra soul」のさびの最後の部分の様に発し、その後同曲のさびの後の間奏が流れる形になっている。
- 宛先やメールアドレスなどのお知らせは普段は藤森の担当だが、このコーナーでは中田が読んでいる。
- お題はディレクターが決め、ディレクター自身が発表する。ちなみに第1回のお題は木村Dによる「あなたとデートがしたい」。
- 通常はオープニング後のCM明けに行われる。
- 2008年2月8日には、ゲストのSOFFetが来週のお題を即興で歌った。
- 2008年2月29日には、初回から皆勤だったラジオネーム「愛無（あいむ）」が初めて出なかった。
- 2008年3月7日には、中田が戻ってきた「愛無（あいむ）」に次回での要望を初めて出した。
- 2008年3月14日から、ふな葉が歌う前に中田が来週のお題を発表しようとし、ふな葉が怒るのがお約束。最初は中田が本当に忘れていたが、2週目から定番のやり取りになった。
- 2008年4月18日には、ゲストの千手観音かずこ（黒沢かずこ）も歌った。
- 2008年5月9日、ラップ禁止が通達された。前のコーナー「ディスり選手権」で傷ついたので、ふな葉がラップを嫌いなため。
- 2008年5月16日には、ゲストのTARO SOULも歌った。TARO SOULがラップを歌うため、先週禁止されたラップが解禁されている。
- 2008年5月30日は友近とのゲストコーナーが優先されたため行われなかった。
- 2008年5月30日、次週での終了が宣言され、「ふな葉こうしんの散り際」が募集された。
- 2008年6月6日にはリスナーの歌はなく、「ふな葉こうしんの散り際」が行われた後にふな葉が歌ってコーナー終了となった。
- 2008年1月25日〜6月6日

ふーつおーたー
リスナーからの普通のお便りを読むコーナー。
- 1回の放送で2度行われることも、1度もないこともある。
- リスナーからの悩み相談などを藤森が読み、中田が熱く答えるのが定番。
- 2008年2月1日に中田が語ったところによると、「ふーつおーたー」は「ターミネーター」のように発音する。
- 2008年2月22日から、藤森が「ふーつおーたー」と言うと中田が「違います」と返し、「future waterです」「fortune orderです」「featuring Obamaです」など、似たような発音の語に訂正するのがお約束。しかし後になるにつれ「ふーつおーたー」という言葉から大きくかけ離れ、次のようにグダグタになっている。「ぷっつん王貞治」「fuck on the tar」「フルーツ大統領」「プルプルおじさん」「fish and fish」「不釣り合い王子様」「フォレスト・ガンプ」「ファットボーイ・スリム」。
- 2008年6月頃から普通のお便りが読まれる際、「ふーつおーたー」というコーナー名が使われなくなった。
- しかしたまに「ふーつおーたー」と言われることがある。
- 2007年12月〜2008年6月

スタイリッシュ童謡クイズ!
2人が童謡をものすごくオシャレに歌い、リスナーがメールで解答する。どんな歌を歌ってほしいかも募集している。
- 2人の楽屋ネタがコーナー化された。
- 2008年6月20日は番組が休み。6月27日は行われず、そのまま自然消滅。
- 2008年6月13日のみ

お守りガール
ビックリマンのお守りにあたる女性芸能人（お守りガール）をリスナーから募集する。
- 2008年8月8日に急遽始まる。
- 2008年8月15日から、天使、悪魔など他のキャラクターにあたる女性芸能人も募集されるようになった。
- 2008年8月29日は行われず、そのまま自然消滅。
- 2008年8月8日〜8月22日

祭
「こんなお祭があったらいいな〜」という祭のタイトルを考える。
- オープニングジングルの直後に行われる。
- 太鼓の音が鳴り、中田が祭のタイトルを叫び、その祭に関するフリートークが行われた後、リスナーの投稿が読まれる。
- 中田があらん限りの声を張り上げて投稿を読む。祭のタイトルの最後は「祭じゃ〜い!」で締めくくる。
- コーナーの後、太鼓の音、タイトルコールと続く。
- 2008年6月6日〜9月26日

I wanna be a ギャガー!
藤森のあいさつ系ギャグ、ピンチの状況を打開するギャグ、フリーギャグを募集している。
- コーナーの企画は中田とスタッフが考えた。藤森は関与していない。
- 中田が「本日のゲストは藤森慎吾さんでーす」と藤森を紹介した後、藤森が独特の節回しでギャグをやる。通常、「どーもお、（あいさつ系ギャグ）藤森慎吾でーす。ギャグやりまーす。（フリーギャグ）。（ピンチの状況を打開するギャグ）」という形で行われる。
- 藤森はこのコーナーでは「僕ちん」と自称する。
- 藤森は次第に媚びを売り出し、リスナーをさん付けや様付けで呼ぶようになった。
- 通常はオープニング後のCM明けに行われる。
- 2008年6月27日のエンディングで投稿が先んじて紹介された。
- 2008年7月11日から、あいさつ系ギャグ、フリーギャグ、ピンチの状況を打開するギャグの順でセットとして発表されるようになった（ギャグの組み合わせは藤森が考える）。また、BGMが流れるようになっている。
- 2008年7月25日にはゲストのGO!皆川が持ちギャグを披露し、リスナーからのフリーギャグを紹介した。
- 2008年8月29日、中田が『あらびき団』へのピン出演が決まったことが発表され、同番組への藤森のピン出演が目標となった。
- 終盤には藤森の登場する設定が、中田と女性芸能人による番組のワイプでなど酷いものになった。
- 2008年9月26日、藤森には事前に知らされることなく終了。
- 2008年7月4日〜9月26日

ミッションイン慎吾ッシブル＆中田
オリエンタルラジオが金曜レギュラーの『笑っていいとも!』で、2人が行うミッションを募集する。
- コーナー開始時には『ミッション:インポッシブル』のテーマが流れる。
- 投稿は中田が読む。
- 2008年5月23日には「新コーナー案のコーナー」の1コーナーだったが、5月30日からレギュラーコーナーに昇格した。
- 2008年5月23日、5月30日は「ミッションイン慎吾ッシブル」という藤森1人のコーナーだったが、6月6日から中田も乗っかることになった。
- 2008年7月25日から、温厚な司会であるタモリの怒らせ方も募集されるようになった。
- 2008年8月1日から、中田と金曜担当の平井理央フジテレビアナウンサー（中田と東京学芸大学附属高等学校、慶應義塾大学で同級生。ただし中田は、大学の2年と4年で1年ずつ留年している）がメイク室で何を話せばいいかも募集されるようになった。2人はいち早くメイク室入りし、しかも隣の席であるにもかかわらず、全く会話をしていない。
  - この箇所だけは藤森が投稿を選んで読む。
  - 中田と平井アナの寸劇形式で行われることが多い。
  - 2008年9月5日、中田がこの箇所を「僕と平井の喋る道」と名づけた。
- 2008年8月29日、中田がさかなクンの物真似を披露した。
- 終盤にはタモリの怒らせ方は行われず、平井アナのネタが大半を占めるようになった。先週のフリートークを元にした、中田と平井アナの寸劇も定番だった。
- 2008年5月30日〜9月26日

最強ワード決定戦!!
言葉と言葉をつなげて最強ワードを作り出す。週ごとにチャンピオンを決定する。
- 各週のチャンピオンは番組ホームページに掲載されるが、一部が伏せ字になることがある。またコーナー開始時に中田が毎回、歴代最強ワードとその投稿者を読み上げる。その際には伏せ字は使用されない。
  - 2008年8月29日から、番組ホームページで最強ワードがすべて掲載されなくなった。
- ワードは中田が声を張って読む。
- 最強ワード発表時には、子供のコーラスによる『伝説のチャンピオン』のサビが流れる。
- 当初は3ピリオドが終わってから最強ワードを決定していたが、2008年7月18日から、まずピリオドごとにワードを選出することになった。
- 当初は1人につき1週で1ワードしか採用されなかったが、2008年7月18日からそうした制約はなくなった。
- 当初は3ピリオド行われ、ピリオドごとに5ワードが読まれていたが、2008年8月8日から前後半戦となり、それぞれ6ないし7ワードが読まれ、2ワードずつが事前に選出されることになった。
- 2008年7月11日、香里奈枠のワードがチャンピオンになり、他の香里奈枠ワードが特別に紹介された。
- 2008年8月8日の番組ホームページで、投稿者は電話番号をお忘れなく、8月15日の第10回優勝者に生電話でインタビューしますと告知されたが、実施されなかった。
- 2008年8月22日、志田枠で4ワードが紹介された。
- 2008年8月29日、後半戦5ワードの後、ボーナスステージとして志田枠の4ワードが発表された。
- 2008年9月5日は行われなかった。
- 2008年9月19日、ハガキ職人「底辺人間・田中ダイチ」が初となる2度目の受賞を達成した。
- 2008年9月26日、通算15個の最強ワードを生み出し終了。「底辺人間・田中ダイチ」が2度優勝した他は、すべて異なるチャンピオンだった。
- 2008年6月6日〜9月26日

送りバントな生活。
自分を犠牲にして日々生きている「送りバン太郎」の生活を語る（「カラオケでは脇役に徹するため（）の部分以外は決して歌わない」など）。
- 2008年4月11日には「OCHIまさと師匠（後に「新コーナー案のコーナー」と改名）」の1コーナーだったが、4月18日からレギュラーコーナーに昇格した。
- 中田が「送りバン太郎」と名乗り、独特の声色で読む。投稿の最後は「バン太郎です」で締めくくる。
  - 中田の声色は、「なくたがわ賞」の定番ネタであった「大野くん日記」での嵐の大野智に近い。だが自覚して似せている訳ではなく、2008年4月25日にそれを指摘された時には「なくたがわ賞」での大野の声色を中田が忘れていた。
  - ネタと「バン太郎です」の間が開き、藤森が放送事故になるのではとヒヤヒヤすることが多々ある。
- 2008年6月6日からBGMが流れるようになったが、バン太郎は幻聴だと主張している。
- 2008年7月4日、7月25日、8月1日、8月15日、9月5日、9月19日は行われなかった。
- 2008年8月8日、バン太郎はこのコーナーが尺調整に使われていることを自嘲し、ミドルネーム「尺調」と名乗っている。
- 2008年4月18日〜9月26日

ネターズJr.
その日の放送で採用にいたらなかった予備軍の作品を紹介する。
- リスナーはここで読まれても、番組ホームページのネタ職人名簿に掲載されない。
- コーナーやフリートークが長引くと行われない。
- 2008年7月25日は、ゲストのGO!皆川がエンディングで新ギャグを披露したため行われなかった。GO!皆川はゲストコーナーが終わっても帰っていなかった。
- 2008年7月25日から一度も行われないまま終了。
- 2008年6月6日〜9月26日

アイヤーマーハー選手権
北大路欣也が歌うと中田が勝手に決めている歌「アイヤーマーハー」の替え歌を披露する。
- 「アイヤーマーハー」という出だしに続くフレーズがリスナーから募集された。電話出演もあり。
- ワールドシリーズ特番のためニッポン放送でのオンエアが3時台で終了したことにより、地方局でのみ聞ける4時台の特別企画として実現。
- 2008年10月24日のみ

リオパン
平井理央フジテレビアナウンサーが司会を務める架空の番組『リオパン』でのやり取りを考える。
- 投稿は中田が読む。
- 通常は4時台に行われる。
- 「ミッションイン慎吾ッシブル＆中田」内の「僕と平井の喋る道」から発展した。
- 2008年10月31日、この番組を聴いていると言っていた平井アナからのメールを募集したが来なかった。
- 2008年11月7日、番組を聴いていた平井アナからメールが届いた。
- 2008年11月21日、中田が平井アナにメールアドレスを書いた『あっちゃんMAP』を送ったが返事が来なかったため（「#歴史」の項を参照）、急遽終了となった。
- 2008年11月28日、平井アナから中田へ届いたメールに「『リオパン』終わって残念です」と書かれていた。
- 2008年10月10日〜11月21日

Bコースさん今、何しているんですか?
Bコースのメンバー（タケト、ナベ、ハブ）にアポなしで電話し、何をしているか1分間で話してもらう。リスナーから予想メールを事前に募集する。
- 2008年10月3日にBコースがゲスト出演した際、中田のたっての希望でコーナー化。
- コーナー名は「何やってるんですか」と言われることもある。
- 3時台に行われる。
- メンバー全員に電話するとは限らない。1人にしかかけないこともある。
- 2008年10月24日、ワールドシリーズ特番により、ニッポン放送でのオンエアが3時台で終了したため行われなかった。
- 2008年11月7日、タケトとナベが電話に出ず、3人とも出なかったら来週からライバルのレイザーラモンRGにかけようという話になっていたが、ハブが寝ぼけながらも出演して難を逃れた。
- 2008年11月14日、3人が一緒にいた。
- 2008年11月28日はゲストの板尾創路も電話に出た。時間がおしたため、3人目のハブへは4時台頭に電話をかけた。
- 2008年12月5日は電話したハブが酔っぱらっていた。
- 2008年12月12日、ゲストのレイザーラモンRGと電話している最中、全裸にリュック、ストッキングをかぶったハブがスタジオに乱入した。その際ハブは「電話では暗いとか言われるから、あっちゃんから電話がかかってくるのが怖かった」と告白。そして番組の準レギュラーを巡ってRGとハブが無制限ギャグ勝負を行い、2人ともLF出入り禁止で決着している（「#歴史」の項を参照）。
- 2008年10月10日〜12月12日

Yes! I'm 慎吾ちゃん!
お題に対する藤森の答えをリスナーが考える。お題が出た次の週にリスナーと藤森の答えが混ぜ合わされて発表され、中田が藤森の答えを当てる。
- 通常はオープニング後のCM明けに行われる。
  - 2008年11月28日は板尾創路とのゲストコーナーがあったため、4時台に行われた。
- コーナー開始時には中田が「Are you 慎吾ちゃん?」と尋ね、藤森が「Yes! I'm 慎吾ちゃん!」とコーナー名を言う。
- 解答時には中田が「3番、Are you 慎吾ちゃん?」などと尋ね、藤森は正解の場合「Yes! I'm 慎吾ちゃん!」、不正解の場合「No! I'm not 慎吾ちゃん!」と返す。
- 中田は明智小五郎ならぬ明智敦彦として解答する前に詳細な分析をし、怪人二十面相ならぬ怪慎吾二十面相と対決する。
- 当初はリスナーから解答を募集した。面白いラジオネームでの投稿が期待されていたが、予想外に真面目なリスナーが多かったため、2008年10月17日から中田だけが当てることになった。尚、正解したリスナーには藤森からプレゼントが贈られた。
- 2008年12月12日はレイザーラモンRG、ハブ（Bコース）とのゲストコーナーが優先されたため行われなかった。
- 2008年12月19日、答えに業界用語が使われることが多くなったため、次週から業界用語の禁止が通達された。
- 2008年12月26日、藤森が思考の限界に達し、自ら終了を宣言。
- 2008年10月10日〜12月26日

2008年・流行語大賞
番組で2008年に言われた、印象に残った言葉を募集する。
- 2008年12月25日が締切、2009年1月2日の放送で発表。
- 2008年12月19日と26日の放送で、事前に少し紹介された。
- 中田の発言は藤森が、藤森のは中田が読んだ。
- メジャーなものとマイナーなものに分けて紹介された。
- 「シコりんぼのジャビット1号2号」が大量に投稿している。
- 発表後、それぞれが自分の発言から大賞を選んだ。藤森は「門脇健児（森脇健児の名前を勘違いしていた）」、中田は「平井アナに、下に見られているのは、想定内です。」を挙げ、2人がその語を書き初めしてリスナーにプレゼントしている。どちらが欲しいか明記するのは「明確に差が出ちゃうから」という理由で藤森が拒否している。
- 2008年12月5日〜2009年1月2日

がんばれ!のっち!（仮）
中田ヤスタカならぬ中田アツタカを中心に、Perfumeの大本彩乃（愛称のっち）の新たな特技を考える。
- 中田ヤスタカはPerfumeのサウンドプロデューサー。のっちは数の単位（一から無量大数まで）と必須アミノ酸をすべて諳んじるのが特技。
- 投稿は中田が読む。
- 毎回、のっちにいつか渡すため、今週のお薦めを選出する。
- 通常は4時台に行われる。
- 2009年1月2日は録音放送で、番組の「2008年・流行語大賞」の発表があったため行われなかった。
- 藤森が内容のかぶる「P.S. SAY TO ME!」を始めてから、中田がコーナー中にフリートークをすることが多くなり、とうとうコーナー名が仮のまま終了。
- 2008年11月28日〜2009年2月6日

今からヨークをぶっ潰しに行く
Xbox 360のオンラインゲーム『LOST PLANET COLONIES』で、スウェーデン人のヨークを藤森と共にぶっ潰すリスナーを募集している。
- 2008年10月31日の告知後、放送では特に触れられていない。番組ホームページの「コーナー紹介」に募集要項が載せられている。
- ヨークは「ヤマト、ダ〜マシ〜ィ」が口癖。めちゃめちゃ強い。
- 同じゲームにCHEMISTRYの堂珍嘉邦もはまっており、藤森とプレイしたこともある。
- 2009年3月20日、進展がないまま、次週の最終回を前に終了。
- 2008年10月31日〜2009年3月20日

Nahoo!トピックス
「Yahoo!トピックス」に出てくるような、どーでもいい記事の見出しを創作する。
- オープニング効果音の直後に行われる。
  - 2008年11月14日は平井理央フジテレビアナウンサー誕生日スペシャルのため、4時台頭に行われた。
- 投稿は中田が読む。
- コーナーの後、タイトルコールへと続く。
- 2008年10月31日から、「Yahoo!トピックス」で実際に掲載されたガチネタも読まれるようになった。
- 2009年1月2日は録音放送で、番組の「2008年・流行語大賞」の発表があったため行われなかった。
- 2009年3月20日、次週の最終回を前に終了。
- 2008年10月10日〜2009年3月20日

今週のSAY TO ME!
石原さとみがこの番組を何度も聴いているということで、ニッポン放送の番組である『石原さとみ SAY TO ME!』で何が行われているかを報告する。
- 不定期に行われる。
- リスナーの『SAY TO ME!』への投稿も推奨されている。
- 2008年12月12日、19日、エンディングで報告が読まれた。
- 2009年1月16日、「P.S. SAY TO ME!」の前に、ハガキ職人「底辺人間・田中ダイチ」が「田中ダイチ」の名前でお便りが読まれたことを報告した。
- 2009年3月8日の『SAY TO ME!』で、「（バレンタインデーに番組宛のコメントをくれたことに対する）ホワイトデーのお返し楽しみに待っていてね」という藤森（ペンネーム「君のエアーズロック」）からのメールが読まれた。
- 2009年3月20日、次週の最終回を前に終了。
- 2008年12月12日〜2009年3月20日

P.S. SAY TO ME!
藤森から石原さとみへのラブレターを代筆する。
- コーナー名はニッポン放送の番組である『石原さとみ SAY TO ME!』から。
- 投稿は藤森が選んで読む。藤森自身も書くことがある。
  - 当初はどの手紙を藤森が書いたか中田が当てる予定だったが、文面が長くて中田が混乱することへの配慮から行われないことになった。
- 下ネタ厳禁。
- 通常はオープニング後のCM明けに行われる。
  - 2009年2月27日、3月6日は、フリートークが長引いたため4時台に行われた。
- 藤森によると、コーナーは石原が藤森に振り向くまで続く。
- 2009年2月6日、前回の放送で飛び入り出演した平愛梨へ藤森が乗り換えようとしたが、ひとまず思いとどまった。そして番組ホームページで、「P.S.SAY TO ME+airi」として平へのラブレターも募集することが告知された。しかし平については翌2月13日の放送でしか触れられていない。
- 2009年2月13日、石原から番組宛のコメントが届いた。
- 2009年3月13日、石原から番組宛のコメントが届いた。石原がバレンタインデーに番組宛のコメントをくれたので、藤森がホワイトデーのお返しとしてボディークリームと自分が出演した『人志松本のすべらない話』のDVDをプレゼントしたのに対し、石原は藤森の26歳の誕生日（3月17日）を祝って番組のノベルティグッズにサインとメッセージを添えて贈った。
  - ついでに中田からのコメントも届いた。中田はバリ島で買ったバッファローの首の骨と、エロ画像200枚が入ったバッファロー社製のUSBメモリをプレゼントしている。
- 2009年3月20日、次週の最終回を前に、藤森が湘南乃風の「純恋歌」を歌って終了。
- 2009年1月16日〜3月20日

人生自体イケてない人間
中学時代に瀧廉太郎と呼ばれていた中田へ、イケていなかった思い出を送る。
- コーナー名は、中田が出演した『アメトーーク!』の「中学の時イケてないグループに属していた芸人」から。
  - 『アメトーーク!』はこの企画でギャラクシー賞を受賞している。
- 笑える程度の話のみ採用、あまりに深刻なものは除かれる。
- 投稿は中田が読む。
- 通常は4時台に行われる。
- 2009年3月20日、次週の最終回を前に終了。
- 2009年2月13日〜3月20日

そのときさわやかな風が吹いた
ラストのコーナー。ニッポン放送の次の番組である『栗村智 あなたと朝イチバン』の迷惑にならないような、爽やかで面白いショートストーリーを送る。
- 栗村智はニッポン放送アナウンサー、この番組内でニュースや気象情報を読んだことがある。
  - 栗村アナの前に同じ時間帯の番組を担当していた塚越孝元ニッポン放送アナウンサー（栗村アナと同期、フジテレビに転籍）も、同様にこの番組内で原稿を読んだことがある。
- 投稿の最後は「そのときさわやかな風が吹いた」で締めくくる。
- 投稿は中田が読む。
- コーナーの初めに中田が「これからお休みになる方も、そしてお目覚めの方も、時刻は○時△分になりました。おはようございます、ペパーミント中田杉崎美香です」と述べる。続いて藤森が「アロマエステ藤森です」と名乗る。
  - 中田の挨拶は、フジテレビの早朝番組『めざにゅ〜』での、キャスターの杉崎美香の番組冒頭の挨拶を真似たもの。
  - 2人が名乗る名前は、中田が「ペパーミント中田杉崎美香中田杉崎」と言うなど、若干変化することがある。
- 2008年10月24日、ワールドシリーズ特番により、ニッポン放送でのオンエアが3時台で終了したため行われなかった。
- 2008年10月24日、学校でのエピソードが多いことに対し中田が「これは『なくたがわ賞』だ」と指摘。
- 2008年11月14日、藤森が、平井理央フジテレビアナウンサーがこのコーナーを一番好きだと言っていたと話した。
- 2008年11月28日は板尾創路とのゲストコーナーが優先されたため行われなかった。
- 2009年1月2日は録音放送で、番組の「2008年・流行語大賞」の発表があったため行われなかった。
- 2009年3月13日、中田がコーナー名を言う前に挨拶を述べた。
- 2009年3月20日、次週の最終回を前に終了。
- 2008年10月10日〜2009年3月20日

番組の思い出
最終回に向け、思い出のコーナー、ゲスト、トークなどを送る。
- 2009年3月27日のみ

## ゲスト

### 2006年
- 4月21日 ハレンチパンチ（小笠原朋美、奥菜真子のみ）
- 4月28日 たむらけんじ、矢吹春奈
- 5月5日 FUNKY MONKEY BABYS
- 5月12日 宮川愛
  - 出演時は慶應義塾大学法学部政治学科2年生。ちなみに中田も当時、同大学経済学部の4年生（6年目）だった。
- 5月19日 名取香り
- 5月26日 千織
- 6月2日 AAA（YUKARI、CHIAKIのみ）
- 6月9日 capsule
- 6月16日 alüto
- 6月23日 ライムライト（YUDAI（ユウダイ）、HYOGO（ヒョウゴ）、GUTTS（ガッツ）のみ）
- 6月30日 サクラメリーメン
- 7月7日 Aqua Timez（太志、OKP-STARのみ）
- 7月14日 ARIA
- 7月21日 HOME MADE 家族
- 7月28日 ジン
- 8月4日 SARINA
- 8月11日 サザーランド
- 8月18日 サマースノーサプライズ
- 9月1日 嘉陽愛子、たまに大阪（ハガキ職人）
- 9月15日 ハレンチパンチ（2回目）（小笠原朋美、奥菜真子のみ）
- 9月29日 山本朝海
- 10月20日 Metis
- 11月24日 RIZE
- 12月1日 Aqua Timez（2回目）（太志、OKP-STAR、大介のみ）
- 12月8日 smorgas
- 12月22日 名取香り（2回目）

### 2007年
- 1月12日 SARINA（2回目）
- 1月19日 MAY
- 1月26日 Metis（2回目）
- 2月2日 THE イナズマ戦隊（上中丈弥のみ）
- 2月9日 SOFFet
- 2月23日 本田朋子（フジテレビアナウンサー）
- 3月9日 THC!!（KANA（カナ）、Ritz（リッツ）のみ）
- 3月16日 ハリセンボン
  - 東京NSCでオリラジの先輩（9期生）。
- 3月23日 寸止め隊長（ハガキ職人）
  - 就職のため番組を卒業。
- 3月30日 嘉陽愛子（2回目）、長澤奈央
- 4月20日 滝沢秀明
  - 特別番組『滝沢秀明のオールナイトニッポン』を終えたばかりで番組冒頭に飛び入り出演。
- 5月4日 矢吹春奈（2回目）
- 5月18日 Fonogenico（高山奈帆子のみ）
- 6月1日 Metis（3回目）
- 6月29日 熊猫xiongmao（みうみ、ゆかりのみ）
- 7月27日 押谷沙樹、平成ノブシコブシ
  - 藤森が風邪で休んだため、東京NSCでオリラジの先輩にあたる平成ノブシコブシ（5期生）が中田を助けるため出演。
- 8月3日 南野陽子
  - 当時オリラジと共に『笑っていいとも!』の水曜レギュラーだった。
- 8月10日 Metis（4回目）
- 9月7日 redballoon
- 9月28日 Pabo（里田まい、スザンヌ、木下優樹菜）
- 10月19日 SEAMO
  - スペシャルウィークの企画として3時台全体に出演。『オリエンタルラジオ・SEAMOのオールナイトニッポンR』としてリスナーの質問に答えた。
- 11月16日 玉木宏
  - 特別番組『玉木宏のオールナイトニッポン』を終えたばかりで番組冒頭に飛び入り出演。
- 11月23日 本谷有希子
  - 特別番組『本谷有希子のオールナイトニッポン』を終えたばかりで番組冒頭に飛び入り出演。
- 12月14日 生田斗真、館野美欧（ニッポン放送編成局スポーツ部ディレクター）
  - 生田は、特別番組『生田斗真のオールナイトニッポン』を終えたばかりで番組冒頭に飛び入り出演。
  - 館野Dは、番組中に木村ディレクターから告白されたが断った。

### 2008年
- 2月8日 SOFFet（2回目）
- 2月22日 生野陽子（フジテレビアナウンサー）
- 2月29日 木村ディレクター
  - 異動のため番組を卒業。
- 4月18日 黒沢かずこ（森三中）
- 5月16日 TARO SOUL、ホッチ（オリエンタルラジオ結成のきっかけとなったバイト先の先輩）
- 5月30日 友近
  - 同日の『笑っていいとも!』にゲスト出演し、金曜レギュラーのオリラジと共演している。この番組の熱烈なファンであり、前々から出演を熱望していた。
- 7月25日 GO!皆川
  - 東京NSCでオリラジと同期（10期生）。
  - ゲストコーナーが終わっても帰らず、エンディングで新ギャグを披露した。
- 8月29日 堤幸彦監督
  - 特別番組『20世紀少年のオールナイトニッポン』を終えたばかりで番組冒頭に飛び入り出演。
- 9月5日 石川梨華
  - オリラジが初めてラジオに出演したのが『美勇伝☆石川梨華のちゃんちゃか☆チャーミー!』第88回だった。中田は出演時に下ネタを連発している。
  - ゲストコーナーは当日の事前収録で行われた。中田はわざと投稿者と違うラジオネームを読み、「シコりんぼのジャビット1号2号」といった下ネタ系の名前に石川がどう反応するか窺った。そしてハガキ職人「一本でもちんちん」「四次元アナル」の箇所は、ラジオネームがマネージャーNGでオンエアされなかった。「一本でもちんちん」は番組後半に「股間がヒョードル」と、「四次元アナル」は後の放送で「熟女好き19歳」と改名している。
- 10月3日 Bコース
  - 後輩のオリラジとは稽古場で会うことが多く旧知の間柄。
  - 2人曰く、エンディング近くになっても帰っていなかった。
- 11月28日 板尾創路
  - 『クギづけ 投稿動画ハイスクール』でオリラジと共演しており、板尾から出演を持ちかけた。
- 12月12日 レイザーラモンRG、ハブ（Bコース）
  - 「Bコースさん今、何しているんですか?」のコーナーでオリラジとRGが電話をかけていたハブが、全裸にリュックを背負い、ストッキングをかぶって乱入した。

### 2009年
- 1月9日 吉岡聖恵（いきものがかり）
  - 『いきものがかり吉岡聖恵のオールナイトニッポン』第1回を終えたばかりで番組冒頭に飛び入り出演。
- 1月30日 平愛梨
  - 特別番組『堤幸彦と浦沢直樹のオールナイトニッポン〜20世紀少年第2章スペシャル〜』を終えたばかりで番組冒頭に飛び入り出演。

## ピンチヒッター（代役）
2008年
- 5月2日 GOLLBETTY
- 6月20日 有末麻祐子、水沢エレナ、南波瑠

2009年
- 2月20日 第32回日本アカデミー賞スペシャル（吉田尚記アナウンサー）

## スタッフ
- ディレクター：生江龍太郎（サウンドマン）
  - 2008年3月7日の放送から番組に参加。
- 構成作家：宮澤一彰（Reezent - ウェイバックマシン（2010年9月9日アーカイブ分））
  - 2008年10月3日の放送から番組に参加。
  - 元はオールナイトニッポンなどのハガキ職人「ダビッツのメガネ」。東京NSCでオリラジと同期（構成作家コース）。前の構成作家の細田と同い年。
  - 番組中に笑い声が聞こえる。
- 音響効果：若林千真（サウンドマン）
  - 2009年1月9日の放送は休み。
- AD：加川
  - 番組開始当初から参加。ジングル制作などを担当。

### 元スタッフ
- 初代ディレクター：角銅秀人
  - オリラジをパーソナリティに推薦した。
- 2代目ディレクター：木村
  - 東京都立大学卒。
  - スポーツ部の館野ディレクターを好きだと番組でからかわれ、YUIの「CHE.R.RY」をBGMにしたジングルで恋の行方を応援された。しかし2007年12月14日の放送で告白しフラれている。
  - 館野Dへダブルジャンピングバイバイ（両手を振って飛び上がりながらのバイバイ）をしたことがある。
  - 別名：
    - 「右脳痛男（うのういたお）」（「おもしろい漫才をみると右脳が痛くなる」と発言したため）
    - 「紅葉狩り男（もみじがりお）」（男の友人と2人で紅葉狩りに行ったため）
    - 「ぴゅれグミ男（ぴゅれぐみお）」（カンロのピュレグミをよく食べるため）
    - 「裏切り男（うらぎりお）」（番組を裏切って金曜1部の『オールナイトニッポン 有楽町音楽室』のディレクターとなったため）
    - 「ふてくされ男（ふてくされお）」（2008年6月27日の放送の際、営業に回されてふてくされていたため）
    - 「へこみすぎ男（へこみすぎお）」（2009年3月6日の放送での中田の報告によると、疲れて今日から大阪の実家へ1カ月帰ることにしたため。中田に「たちなおり男（たちなおりお）」になることを望まれた）
    - 「人でなし男（ひとでなしお）」（2009年3月27日の最終回で中田が「今日聴いていなかったら人でなし男だよな」と話した）

  - 2008年2月29日の放送をもって番組を卒業。金曜1部の『オールナイトニッポン 有楽町音楽室』のディレクターへ異動となった。
  - 2008年12月5日、スタジオに顔を出していた。
  - 2010年現在、ニコニコ動画のスタッフとして活躍中（放送作家石川昭人が自身の番組内で発言）。
- 構成作家：細田哲也
  - 『ナインティナインのオールナイトニッポン』の元ハガキ職人「顔面凶器」。オリラジからは「顔面さん」と呼ばれている。
  - 番組中に笑い声が聞こえる。
  - 学生時代に趣味でやっていたアダルトサイトを、その昔に中田が頻繁に閲覧していたことが判明。「顔面さん、ボクそのサイトの常連ですよ！」と意気投合した。
  - 中田を初キャバクラ（中野）に連れて行ったが、後日、そのことをゲストの石川梨華にチクり本番中に暴露させた。「中田さん、こないだキャバクラ行ったらしいじゃないですか」と石川のSキャラを演出した。
  - 番組開始当初から参加していたが、2008年9月26日の放送をもって卒業。
- 音響効果：清水伸之

### 名誉スタッフ
- 館野美欧（ニッポン放送編成局スポーツ部ディレクター）
  - 女性、この番組の木村ディレクターと同期、オリラジの2人と同い年。「ニッポン放送　2009年度採用情報」の「仕事紹介」に顔写真付きで登場。
  - 番組での愛称はたてちん。中田がたてのっち、細田がたてちんを主張していたが中田が折れ、2008年1月11日の放送でたてちんに決まった。しかし中田はその後もたてのっちと呼んだことがある。
  - 通常、「新説オリラ辞典」のテーマ発表を担当。放送開始前に声が事前に録音される。
    - テーマ発表の録音は通常、スタジオで行われる。しかし2007年12月28日、（録音放送だった）2008年1月4日のテーマは木村Dが帰宅していた館野Dに電話して録音した（2007年12月28日のテーマである「おっぱい」を提案したリスナーが館野Dに言ってほしかったらしい）。さらに2008年1月11日のテーマは、両親、祖母と沖縄旅行中だった館野Dへ木村Dが午前2時半に電話して録音している。

  - 2007年12月14日の放送で木村Dに告白されたが断る。理由は「同期としては大好きなんですが、女は性格よりも見た目だという意見を持っているので」。
  - 2008年1月4日の放送では、自宅に帰っており、しかも木村D曰く風邪気味にもかかわらずスタジオに駆けつけた。2008年の目標は「素敵な彼氏を作る」とのこと。
  - 2008年2月29日の放送では、番組を卒業する木村Dがラストに出演したのを見守った。
  - 2008年3月21日の放送（収録日は3月17日）では、「オリラジANN・R★祝100回!」と書かれた手作りケーキを差し入れた。ちなみに収録日は藤森の25歳の誕生日だった。
  - 休職して大阪の実家に帰った木村Dを励ますため、2009年3月6日の放送の同時録音を送った。
  - 2009年3月27日の最終回で中田に、彼氏ができたことを明かされた。

## フィラー
2006年4月7日〜2007年8月3日
- 1.これが私の生きる道（北京語Ver.）/PUFFY
- 2.偏差値BOY/ うしろゆびさされ組
- 3.愛が止まらない〜TURN IT INTO LOVE〜/Wink
- 4.お誂え向きのDestiny/KEY WEST CLUB
- 5.Door-待ってるだけじゃ恋は始まらない-/オセロ
- 6.Give Me Up!/BaBe
- 7.2年目のジンクス/ ピンク・レディー
- 8.かけめぐる青春/ビューティ・ペア
- 9.大阪ラプソディー/海原千里・万里
- 10.好きよキャプテン/リリーズ
- 11.モスラの歌/ザ・ピーナッツ
- 12.さよならだけどさよならじゃない/やまだかつてないWINK

2007年8月10日〜2008年2月29日
- 1.歌舞伎町の女王/椎名林檎
- 2.Baby Don't Cry/安室奈美恵
- 3.花火/aiko
- 4.Butterfly/倖田來未
- 5.come again/m-flo
- 6.CANDY GIRL/hitomi
- 7.traveling/宇多田ヒカル
- 8.Another World/MINMI
- 9.evolution/浜崎あゆみ
- 10.Love again/globe
- 11.海へと/PUFFY
- 12.STARS/中島美嘉

2008年3月7日〜5月30日
2008年6月6日〜9月26日
- エイベックスからのオムニバスアルバム『E35 〜英語で歌おう J-Pop〜』から、邦楽をカバーした洋楽

2008年10月3日〜2009年3月27日
- 1.Queen Of Apology/The Sounds
- 2.Temple Of Love/SHEBANG
- 3.I WANNA BE FREE (TO BE WITH HIM)/SCARLET
- 4.HOW SOON IS NOW?/t.A.T.u
- 5.Don't Say You Love Me/M2M
- 6.TROUBLE/SHAMPOO
- 7.butterfly/Smile.dk
- 8.joking/INDIGO GIRLS
- 9.Ego/The Sounds
- 10.I Hates Spending Sundays Alone/SHEBANG
- 11.MAN IN A CAFE/SCARLET
- 12.SHINY BLACK TAXI CAB/SHAMPOO